# Barton Highway

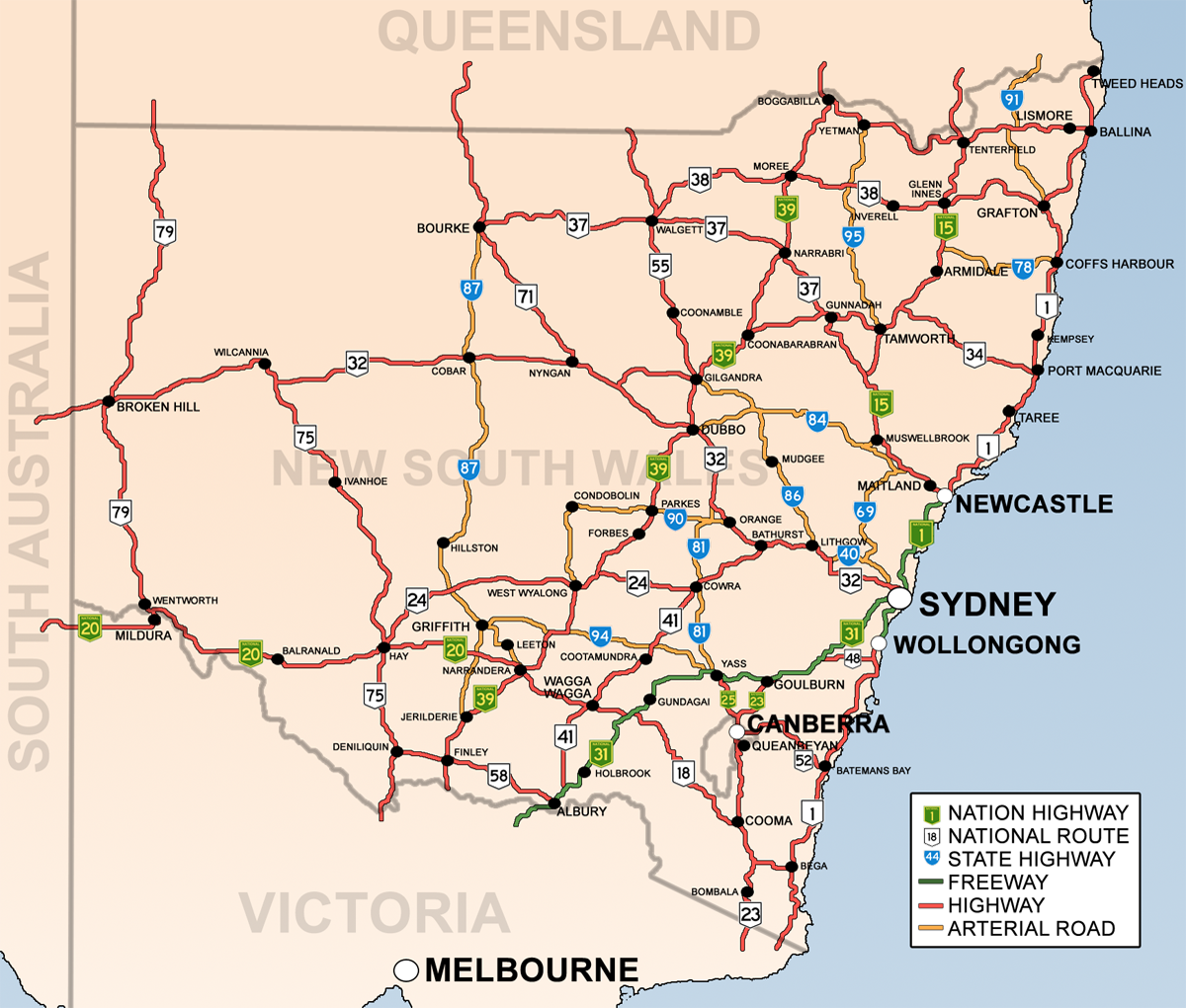
Carte routière de Nouvelle-Galles du Sud. La Barton Highway est la nationale 25

La Barton Highway (Nationale 25) est un tronçon routier orienté grossièrement nord-sud et long de 62 km situé en Nouvelle-Galles du Sud  et dans le Territoire de la capitale australienne, en Australie. Elle démarre, au sud, de la Federal Highway dans le quartier de Barton au nord de Canberra pour s'achever au nord sur la Hume Highway, 5km à l'est de Yass et constitue une partie du tronçon routier reliant Melbourne à Canberra. Elle doit son nom à Sir Edmund Barton, le premier premier ministre d'Australie. 
La route est de type autoroutier dans le territoire de la capitale australienne et dans ses six derniers km de contournement de Yass, elle est à deux voies sur le reste de son parcours avec des zones de dépassement. Il est prévu qu'elle soit mise à quatre voies à une échéance 2012 à 2016. Bien que la route soit de bonne qualité, elle est considérée en raison de l'importance de son trafic comme la pire des routes de Nouvelle-Galles du Sud. 
La vitesse est limitée à 100km/h sur son parcours sauf sur le contournement de Yass où elle est limitée à 110.

## Principales intersections et localités sur son trajet
| Barton Highway |                           |                          |                                                       |
| Vers le Nord | Distance à Melbourne (km) | Distance à Canberra (km) | Vers le Sud                                           |
| Fin de la Barton Highway continue sous le nom de Hume Highway jusqu'à Gundagai / Melbourne / Adélaïde                                                | 608                       | 56                       | Début de la Barton Highway à partir de Hume Highway   |
| Goulburn, Sydney Hume Highway | 608                       | 56                       | Début de la Barton Highway à partir de Hume Highway   |
| Yass Yass Valley Way | 612                       | 52                       | Yass Yass Valley Way                                  |
| Murrumbateman | 626                       | 38                       | Murrumbateman                                         |
| Gundaroo, Bungendore Murrumbateman Road | 626                       | 38                       | Gundaroo, Bungendore Murrumbateman Road               |
| NOUVELLE-GALLES DU SUD FRONTIERE TERRITOIRE DE LA CAPITALE AUSTRALIENNE                                                                              |                           |                          |                                                       |
| Hall Victoria Street | 648                       | 16                       | Hall Victoria Street                                  |
| Hall Victoria Street | 651                       | 13                       | Hall Victoria Street                                  |
| continue sous le nom de | 651.5                     | 12.5                     | Fraser, Belconnen Kuringa Drive                       |
| Fraser, Belconnen Kuringa Drive | 651.5                     | 12.5                     | en double avec                                        |
| Gungahlin Gundaroo Drive Belconnen William Slim Drive                                                                                                | 654                       | 10                       | Gungahlin Gundaroo Drive Belconnen William Slim Drive |
| Gungahlin Gunghalin Drive | 657.5                     | 6.5                      | Gungahlin Gunghalin Drive                             |
| Belconnen, Woden Gunghalin Drive | 657.7                     | 6.3                      | Belconnen, Woden Gunghalin Drive                      |
| Début de la Barton Highway | 660                       | 4                        | Fin de la Barton Highway                              |
| Traffic Lights (clockwise from highway) Federal Highway vers Watson, Goulburn et Sydney Northbourne Avenue vers Canberra centre, Queanbeyan et Cooma |                           |                          |                                                       |